# Краттиген
Краттиген (нем. Krattigen) — коммуна в Швейцарии, в кантоне Берн. 
Входит в состав округа Фрутиген. Население составляет 941 человек (на 31 декабря 2006 года). Официальный код — 0566.